# Symphony (album)
Symphony è il nono album in studio della cantante britannica Sarah Brightman, pubblicato nel 2008.

## Tracce
1. Gothica – 1:20
2. Fleurs du Mal – 4:10
3. Symphony – 4:47
4. Canto della Terra (feat. Andrea Bocelli) – 3:59
5. Sanvean – 3:50
6. I Will Be with You (Where the Lost Ones Go) (feat. Paul Stanley) – 4:31
7. Schwere Träume – 3:22
8. Sarai Qui (feat. Alessandro Safina) – 3:56
9. Storia d'Amore – 4:03
10. Let It Rain – 4:17
11. Attesa – 4:26
12. Pasión (feat. Fernando Lima) – 5:14
13. Running – 6:09